# 松村一登
松村一登（まつむら かずと、1953年1月20日 - ）は、日本の言語学者、東京大学教授。ウラル語、コーパス研究が専門。

## 人物
長野県下伊那郡豊丘村出身。長野県飯田高等学校卒、1976年東京大学文学部言語学科卒、1983年同大学院博士課程満期退学、東京外国語大学アジア・アフリカ言語文化研究所助手、1990年助教授、1995年東京大学文学部附属文化交流研究施設助教授、97年教授。

## 著書

### 単著
- 『エクスプレスフィンランド語』白水社　1986
- 『CDエクスプレスフィンランド語』白水社　2002

### 共著
- 『まずはこれだけエストニア語』宮野恵理共著　国際語学社　2012